# Glutops compactus
Glutops compactus är en tvåvingeart som beskrevs av Teskey 1970. Glutops compactus ingår i släktet Glutops och familjen Pelecorhynchidae.
Artens utbredningsområde är Idaho. Inga underarter finns listade i Catalogue of Life.